# Edward Rydz-Śmigły

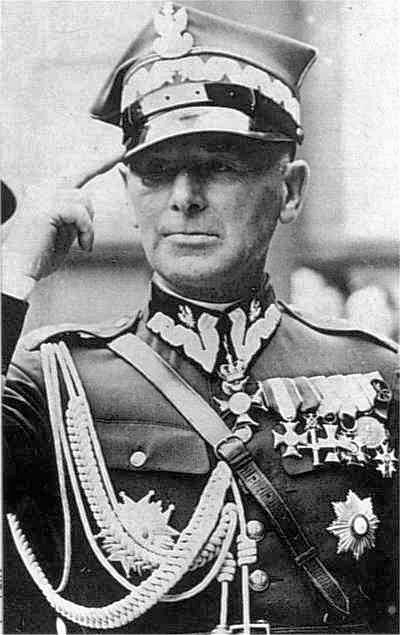
Edward Rydz-Śmigły

Edward Rydz-Śmigły, född 11 mars 1886, död 2 december 1941, var en polsk politiker, marskalk och överbefälhavare från 1936 till 27 oktober 1939.

## Biografi
Rydz-Śmigły deltog i polsk-sovjetiska kriget 1919–1921 och ansvarade för Polens försvar mot Nazityskland och Sovjetunionen under den inledande fasen av andra världskriget. Efter att han blivit utnämnd till överbefälhavare möblerade han om sitt namn till Śmigły-Rydz.
Efter Tysklands anfall pressades den polska militära styrkan in i Polens östra områden bakom floden Bug, och när Sovjetunionen den 17 september gick in i kriget österifrån såg han situatuionen som förlorad. Klockan 23.40 på kvällen samma dag meddelade Rydz-Śmigły via radio sin order till de polska trupperna om att inte strida mot Röda armén. Den 18 september 1939 flydde han till Rumänien, och därifrån för att undvika meningslös blodspillan beordrade han en allmän reträtt söderut mot Ungern och Rumänien och att undvika att slåss mot Röda armén. Den 27 oktober 1939 avskedades han som överbefälhavare av president Ignacy Mościcki, och efterträddes av general Władysław Sikorski som i Frankrike höll på att organisera polska styrkor i exil. Senare lyckades Rydz-Śmigły ta sig över från Rumänien över Ungern till Warszawa där han den 30 oktober 1941 anmälde sig till tjänstgöring i motståndsrörelsen, utan officersrang. Han dog kort därefter i en hjärtattack.